# Helvetiere
Helvetierne (latin: Helvētiī , Gallisk: *Heluētī) var en keltisk stamme eller en sammenslutning af stammer, der boede på størstedelen af det schweiziske plateau, da de i det 1. århundrede f.Kr. kom i kontakt med den Romerske Republik. I henhold til Julius Cæsar blev helvetierne opdelt i fire undergrupper eller pagi. Af disse nævner Cæsar kun verbigerne og tigurinerne, mens Poseidonios nævner tigurinerne og tougenerne (Τωυγενοί). De spiller en fremtrædende rolle i Cæsars Commentarii de Bello Gallico, hvor deres mislykkede migrationsforsøg til det sydvestlige Gallien (58 f.Kr.) tjente som en katalysator for Cæsars erobring af Gallien.
Helvetierne blev underlagt rommerne i 52 f.Kr. Under Augustus blev keltiske byer (oppida), såsom f.eks. Vindonissa og Basilea genanvendt som garnisoner. I 68 e.Kr. blev et oprør blandt helvetierne nedkæmpet af Aulus Caecina Alienus. Det schweiziske plateau blev indledningsvis indlemmet i den romerske provins Gallia Belgica (i 22 f.Kr.) og senere ind i Germania Superior (i 83 e.Kr.). Ligesom resten af Gallien blev helvetierne i høj grad romaniseret i løbet af det 2. århundrede. I slutningen af det 3. århundrede svandt romersk kontrol over regionen, og det schweiziske plateau blev udsat for invasioner fra alemannere. Alemannere og burgunderne etablerede permanente bosættelser på det schweiziske plateau i det 5. og 6. århundrede, hvilket resulterede i de tidlige middelalderlige områder Alemannia (Schwaben) og Øvre Bourgogne. Helvetierne blev i vid udstrækning assimileret af deres nye herskere og bidrog dermed til dannelsen af det moderne schweiziske folk.